# Sortida d'Àfrica
En paleoantropologia, l'origen africà de l'home modern és la teoria més comunament acceptada per descriure l'origen i les primeres migracions humanes de l'home modern, Homo sapiens. Aquesta teoria és coneguda pel públic sota el nom anglès de Out of Africa (sortida d'Àfrica) i al pla científic sota el nom d'«hipòtesi d'un origen únic recent» (en anglès recent single-origin hypothesis o RSOH), « hipòtesi del reemplaçament » (replacement hypothesis) o model de l'«origen africà recent » (recent african origin o RAO). Aquesta hipòtesi segons la qual l'home és procedent d'Àfrica ja apareix en La descendència de l'home i sobre la selecció en relació amb el sexe de Charles Darwin, publicat l'any 1871. Tanmateix, la idea ha quedat una especulació fins als anys 1980, quan és finalment corroborada per l'Arqueogenètica, l'estudi de l'ADN, aliada a elements fundats sobre l'Antropologia física d'espècimens arcaics. L'origen recent únic de l'home modern a Àfrica oriental és actualment la posició gairebé consensual adoptada a la comunitat científica. Tanmateix un nombre creixent d'investigadors suposa igualment que l'origen de l'home modern és a Àfrica del Nord.
Segons elements a la vegada genètics i paléontologics, l'Homo sapiens arcaic hauria evolucionat cap a l'home anatòmicament modern únicament a Àfrica, entre 200.000 anys i 100.000 anys abans el present. Aquest hauria abandonat l'Àfrica fa 80.000 anys per progressivament reemplaçar poblacions humanes anteriors com l'Home de Neandertal i l'Homo erectus. Segons aquesta teoria, durant aquest període, un dels grups africans hi hauria patit un procés d'Especiació impedint la circulació de gens entre les poblacions africana i eurasiàtica. Podem trobar aquesta teoria, desenvolupada en Sapiens, una breu història de la humanitat de Yuval Noah Harari, publicat l'any 2011. És tanta l'acceptació que te l'autor per la teoria Out of Africa que arriba a ironitzar sobre ella dient que una situació familiar de fa 2 milions d'anys seria molt semblant a una del segle xxi.
La hipòtesi competidora és la de la Hipòtesi multiregional de l'origen de l'home modern o de continuïtat amb hybridation defensada des dels anys 1980 sobretot per l'americà Milford Wolpoff, i el xinès Wu Xinzhi. Aquests investigadors fixen la data de la migració original fora d'Àfrica a dos milions d'anys abans el present i l'associen a l´Homo erectus més aviat que a l'Homo sapiens,. Aquesta teoria de vegades nomenada Out of Nowhere, no creu pas al sol origen africà del Homo sapiens sinó en un «gran mestissatge» entre els Homo Sapiens vinguts d'Àfrica i aquells que es trobaven al lloc,,.